# Carl Georg Lindbom
Israel Carl Georg Lindbom, född 1 augusti 1847 i Kalmar, död 1 juni 1922 i Malmö Sankt Pauli församling, var en svensk kemist och läroverkslektor.
Lindbom blev student vid Lunds universitet 1866, filosofie kandidat 1873, filosofie doktor 1874 på avhandlingen Några undersökningar öfver trimetafosforsyran, docent i kemi där 1875 och avlade bergsexamen 1876. Han publicerade även Några guldets cyanföreningar (1876). Han var lektor i matematik och kemi vid Högre allmänna läroverket i Malmö 1877–1913.
Lindbom var ledamot av styrelsen för Tekniska elementarskolan i Malmö 1881–1911, ledamot av styrelsen för Malmö biblioteks- och föreläsningsförening 1882–1917 och vice ordförande där 1907–17, vice ordförande i styrelsen för Malmö stads gas- och elektricitetsverk 1894–1905 och ordförande 1905–19 samt ledamot av stadsfullmäktige 1905–19.